# Scottish Division One (2011/2012)
Scottish Division One 2011/2012 – 44. sezon rozgrywek o mistrzostwo Szkocji w piłce siatkowej mężczyzn organizowane przez Szkocki Związek Piłki Siatkowej (ang. Scottish Volleyball Association, SVA).
Zainaugurowane zostały 1 października 2011 roku i trwały do 22 kwietnia 2012 roku. Ze względu na rezygnację z występów w Division One klubu Polonia Jets prawo gry utrzymał klub Troon Prestwick & Ayr mimo zajęcia ostatniego miejsca w poprzednim sezonie.
Mistrzem Szkocji został klub Kilmarnock Blaze.
W sezonie 2011/2012 żaden szkocki klub nie brał udziału w europejskich pucharach.

## System rozgrywek
W fazie zasadniczej osiem drużyn rywalizowało system kołowym, rozgrywając między sobą po dwa mecze. Cztery najlepsze drużyny awansowały do fazy play-off, drużyna z 7. miejsca rozgrywała baraż o utrzymanie w formie dwumeczu z drugim zespołem Division Two, natomiast drużyna z 8. miejsca spadła do Division Two. Faza play-off składała się z półfinałów i finałów. W fazie play-off rywalizacja toczyła się w formie dwumeczów.

## Drużyny uczestniczące
| | Division One 2011/2012  |   |
| --- | ----------------------- | - |
| MET | Glasgow Mets            | 1 |
| KBL | Kilmarnock Blaze        | 2 |
| RAG | City of Glasgow Ragazzi | 3 |
| EDI | City of Edinburgh       | 4 |
| BAC | Bon Accord              | 5 |
| JET | Edinburgh Jets          | 6 |
| TRN | Troon Prestwick & Ayr   | 8 |
| | Awans z Division Two    |   |
| AYR | South Ayrshire          | 1 |
| Oznaczenia: - kolumna pierwsza – skróty nazw drużyn wpisane na mapie (jeśli ta została zamieszczona), - kolumna trzecia – miejsce zajęte przez daną drużynę w poprzednim sezonie. |                         |   |

## Faza zasadnicza

### Tabela wyników
| Gospodarz \ Gość1       | MET | KBL | RAG | EDI | BAC | JET | TRN | AYR |
| Glasgow Mets            |     | 0:3 | 3:1 | 1:3 | 3:1 | 3:0 | 3:0 | 3:0 |
| Kilmarnock Blaze        | 3:0 |     | 3:2 | 3:1 | 2:3 | 3:1 | 3:0 | 3:0 |
| City of Glasgow Ragazzi | 0:3 | 0:3 |     | 1:3 | 1:3 | 3:1 | 3:1 | 3:0 |
| City of Edinburgh       | 3:1 | 3:1 | 3:1 |     | 3:1 | 3:1 | 3:0 | 0:0 |
| Bon Accord              | 0:3 | 1:3 | 3:0 | 1:3 |     | 3:2 | 3:0 | 3:0 |
| Edinburgh Jets          | 1:3 | 2:3 | 3:1 | 2:3 | 0:3 |     | 3:1 | 3:1 |
| Troon Prestwick & Ayr   | 0:3 | 3:2 | 0:3 | 0:3 | 1:3 | 1:3 |     | 3:1 |
| South Ayrshire          | 0:3 | 0:3 | 0:3 | 0:3 | 0:3 | 0:3 | 2:3 |     |

Źródło: scottishvolleyball.org
1 Drużyna gospodarzy jest wymieniona po lewej stronie tabeli.
Kolory:
  zwycięstwo gospodarzy 3:0 lub 3:1
  zwycięstwo gospodarzy 3:2
  zwycięstwo gości 3:0 lub 3:1
  zwycięstwo gości 3:2

### Terminarz i wyniki spotkań
| Data        | Gospodarz               | Rezultat                                | Gość                    |
| ----------- | ----------------------- | --------------------------------------- | ----------------------- |
| 1. KOLEJKA  |                         |                                         |                         |
| 01.10.2011  | Edinburgh Jets          | 2:3 (26:28, 25:23, 26:24, 15:25, 9:15)  | City of Edinburgh       |
| 01.10.2011  | City of Glasgow Ragazzi | 3:0 (25:16, 25:14, 26:24)               | South Ayrshire          |
| 01.10.2011  | Troon Prestwick & Ayr   | 3:2 (25:22, 26:24, 20:25, 14:25, 15:13) | Kilmarnock Blaze        |
| 01.10.2011  | Glasgow Mets            | 3:1 (25:22, 25:21, 21:25, 25:21)        | Bon Accord              |
| 2. KOLEJKA  |                         |                                         |                         |
| 08.10.2011  | South Ayrshire          | 2:3 (18:25, 17:25, 25:20, 25:13, 14:16) | Troon Prestwick & Ayr   |
| 08.10.2011  | City of Edinburgh       | 3:1 (25:19, 25:27, 25:21, 25:17)        | City of Glasgow Ragazzi |
| 08.10.2011  | Bon Accord              | 1:3 (21:25, 25:18, 16:25, 17:25)        | Kilmarnock Blaze        |
| 08.10.2011  | Glasgow Mets            | 3:0 (25:20, 25:20, 25:22)               | Edinburgh Jets          |
| 3. KOLEJKA  |                         |                                         |                         |
| 29.10.2011  | City of Edinburgh       | 3:1 (25:20, 25:13, 20:25, 25:21)        | Glasgow Mets            |
| 29.10.2011  | Kilmarnock Blaze        | 3:2 (20:25, 24:26, 25:15, 25:21, 15:6)  | City of Glasgow Ragazzi |
| 29.10.2011  | South Ayrshire          | 0:3 (21:25, 13:25, 15:25)               | Bon Accord              |
| 29.10.2011  | Troon Prestwick & Ayr   | 1:3 (25:27, 20:25, 25:20, 22:25)        | Edinburgh Jets          |
| 4. KOLEJKA  |                         |                                         |                         |
| 05.11.2011  | Edinburgh Jets          | 0:3 (21:25, 23:25, 23:25)               | Bon Accord              |
| 05.11.2011  | Kilmarnock Blaze        | 3:0 (25:23, 25:23, 25:23)               | South Ayrshire          |
| 05.11.2011  | Troon Prestwick & Ayr   | 0:3 (12:25, 15:25, 15:25)               | City of Edinburgh       |
| 05.11.2011  | City of Glasgow Ragazzi | 0:3 (22:25, 22:25, 21:25)               | Glasgow Mets            |
| 5. KOLEJKA  |                         |                                         |                         |
| 19.11.2011  | City of Edinburgh       | 3:1 (25:16, 21:25, 26:24, 25:20)        | Kilmarnock Blaze        |
| 19.11.2011  | Edinburgh Jets          | 3:1 (25:10, 21:25, 25:21, 25:16)        | South Ayrshire          |
| 19.11.2011  | Glasgow Mets            | 3:0 (25:10, 25:22, 25:23)               | Troon Prestwick & Ayr   |
| 19.11.2011  | Bon Accord              | 3:0 (25:21, 25:20, 25:20)               | City of Glasgow Ragazzi |
| 6. KOLEJKA  |                         |                                         |                         |
| 03.12.2011  | City of Edinburgh       | 3:1 (25:11, 25:13, 21:25, 27:25)        | Bon Accord              |
| 03.12.2011  | Kilmarnock Blaze        | 3:1 (17:25, 25:20, 27:25, 25:18)        | Edinburgh Jets          |
| 03.12.2011  | South Ayrshire          | 0:3 (16:25, 17:25, 21:25)               | Glasgow Mets            |
| 03.12.2011  | Troon Prestwick & Ayr   | 0:3 (23:25, 20:25, 18:25)               | City of Glasgow Ragazzi |
| 7. KOLEJKA  |                         |                                         |                         |
| 26.11.2011  | Bon Accord              | 3:0 (25:22, 25:15, 35:33)               | Troon Prestwick & Ayr   |
| 10.12.2011  | City of Glasgow Ragazzi | 3:1 (23:25, 25:15, 25:17, 25:23)        | Edinburgh Jets          |
| 10.12.2011  | South Ayrshire          | 0:3 (15:25, 16:25, 11:25)               | City of Edinburgh       |
| 10.12.2011  | Glasgow Mets            | 0:3 (29:31, 14:25, 18:25)               | Kilmarnock Blaze        |
| 8. KOLEJKA  |                         |                                         |                         |
| 14.01.2012  | City of Edinburgh       | 3:1 (25:18, 20:25, 25:23, 25:13)        | Edinburgh Jets          |
| 14.01.2012  | South Ayrshire          | 0:3 (18:25, 16:25, 20:25)               | City of Glasgow Ragazzi |
| 14.01.2012  | Kilmarnock Blaze        | 3:0 (25:17, 25:19, 25:21)               | Troon Prestwick & Ayr   |
| 14.01.2012  | Bon Accord              | 0:3 (21:25, 17:25, 18:25)               | Glasgow Mets            |
| 9. KOLEJKA  |                         |                                         |                         |
| 28.01.2012  | Troon Prestwick & Ayr   | 3:1 (25:16, 24:26, 25:15, 30:28)        | South Ayrshire          |
| 28.01.2012  | City of Glasgow Ragazzi | 1:3 (25:20, 20:25, 29:31, 21:25)        | City of Edinburgh       |
| 28.01.2012  | Kilmarnock Blaze        | 2:3 (18:25, 22:25, 25:20, 25:16, 10:15) | Bon Accord              |
| 28.01.2012  | Edinburgh Jets          | 1:3 (24:26, 28:26, 13:25, 19:25)        | Glasgow Mets            |
| 10. KOLEJKA |                         |                                         |                         |
| 04.02.2012  | Glasgow Mets            | 1:3 (19:25, 23:25, 26:24, 22:25)        | City of Edinburgh       |
| 04.02.2012  | City of Glasgow Ragazzi | 0:3 (16:25, 14:25, 24:26)               | Kilmarnock Blaze        |
| 04.02.2012  | Bon Accord              | 3:0 (25:12, 25:16, 25:21)               | South Ayrshire          |
| 04.02.2012  | Edinburgh Jets          | 3:1 (18:25, 25:19, 25:19, 25:22)        | Troon Prestwick & Ayr   |
| 11. KOLEJKA |                         |                                         |                         |
| 11.02.2012  | Bon Accord              | 3:2 (25:21, 25:20, 23:25, 15:25, 15:10) | Edinburgh Jets          |
| 11.02.2012  | South Ayrshire          | 0:3 (22:25, 24:26, 17:25)               | Kilmarnock Blaze        |
| 11.02.2012  | City of Edinburgh       | 3:0 (25:12, 25:23, 25:23)               | Troon Prestwick & Ayr   |
| 11.02.2012  | Glasgow Mets            | 3:1 (20:25, 25:19, 25:13, 25:14)        | City of Glasgow Ragazzi |
| 12. KOLEJKA |                         |                                         |                         |
| 03.03.2012  | Kilmarnock Blaze        | 3:1 (23:25, 25:20, 27:25, 25:23)        | City of Edinburgh       |
| 03.03.2012  | South Ayrshire          | 0:3 (13:25, 18:25, 15:25)               | Edinburgh Jets          |
| 03.03.2012  | Troon Prestwick & Ayr   | 0:3 (18:25, 21:25, 26:28)               | Glasgow Mets            |
| 03.03.2012  | City of Glasgow Ragazzi | 1:3 (33:31, 17:25, 20:25, 22:25)        | Bon Accord              |
| 13. KOLEJKA |                         |                                         |                         |
| 10.03.2012  | Bon Accord              | 1:3 (25:21, 17:25, 19:25, 18:25)        | City of Edinburgh       |
| 10.03.2012  | Edinburgh Jets          | 2:3 (21:25, 17:25, 25:23, 26:24, 13:15) | Kilmarnock Blaze        |
| 10.03.2012  | Glasgow Mets            | 3:0 (25:18, 25:15, 25:10)               | South Ayrshire          |
| 10.03.2012  | City of Glasgow Ragazzi | 3:1 (27:25, 23:25, 25:17, 25:18)        | Troon Prestwick & Ayr   |
| 14. KOLEJKA |                         |                                         |                         |
| 24.03.2012  | Troon Prestwick & Ayr   | 1:3 (17:25, 21:25, 25:23, 19:25)        | Bon Accord              |
| 24.03.2012  | Edinburgh Jets          | 3:1 (25:27, 25:17, 25:23, 25:21)        | City of Glasgow Ragazzi |
| —           | City of Edinburgh       | mecz nie odbył się                      | South Ayrshire          |
| 24.03.2012  | Kilmarnock Blaze        | 3:0 (25:18, 25:20, 25:20)               | Glasgow Mets            |

### Tabela
| Lp. | Drużyna                 | Pkt | Mecze | Mecze | Mecze | Rodzaj wyniku | Rodzaj wyniku | Rodzaj wyniku | Rodzaj wyniku | Rodzaj wyniku | Rodzaj wyniku | Sety | Sety | Sety  | Małe punkty | Małe punkty | Małe punkty |
| Lp. | Drużyna                 | Pkt | M     | W     | P     | 3:0           | 3:1           | 3:2           | 2:3           | 1:3           | 0:3           | wyg. | prz. | stos. | zdob.       | str.        | stos.       |
| --- | ----------------------- | --- | ----- | ----- | ----- | ------------- | ------------- | ------------- | ------------- | ------------- | ------------- | ---- | ---- | ----- | ----------- | ----------- | ----------- |
| 1   | City of Edinburgh       | 37  | 13    | 12    | 1     | 3             | 8             | 1             | 0             | 1             | 0             | 37   | 13   | 2.846 | 1215        | 1008        | 1.205       |
| 2   | Kilmarnock Blaze        | 36  | 14    | 11    | 3     | 6             | 3             | 2             | 2             | 1             | 0             | 38   | 16   | 2.375 | 1260        | 1115        | 1.13        |
| 3   | Glasgow Mets            | 34  | 14    | 10    | 4     | 7             | 3             | 0             | 0             | 2             | 2             | 32   | 15   | 2.133 | 1109        | 994         | 1.116       |
| 4   | Bon Accord              | 32  | 14    | 9     | 5     | 5             | 2             | 2             | 0             | 4             | 1             | 31   | 21   | 1.476 | 1170        | 1129        | 1.036       |
| 5   | Edinburgh Jets          | 24  | 14    | 5     | 9     | 1             | 4             | 0             | 3             | 4             | 2             | 25   | 31   | 0.806 | 1225        | 1253        | 0.978       |
| 6   | City of Glasgow Ragazzi | 24  | 14    | 5     | 9     | 3             | 2             | 0             | 1             | 5             | 3             | 22   | 29   | 0.759 | 1127        | 1171        | 0.962       |
| 7   | Troon Prestwick & Ayr   | 20  | 14    | 3     | 11    | 0             | 1             | 2             | 0             | 4             | 7             | 13   | 38   | 0.342 | 1055        | 1219        | 0.865       |
| 8   | South Ayrshire          | 13  | 13    | 0     | 13    | 0             | 0             | 0             | 1             | 2             | 10            | 4    | 39   | 0.103 | 779         | 1051        | 0.741       |

Źródło: scottishvolleyball.org
Punktacja: zwycięstwo – 3 pkt, porażka – 1 pkt
Zasady ustalania kolejności: 1. liczba punktów; 2. liczba zwycięstw; 3. stosunek setów; 4. stosunek małych punktów
     faza play-off
     baraże
     spadek do Division Two

## Faza play-off

### Drabinka
|  |           |                   |           |                  |   |   |       |                   |       |       |
|  | Półfinały | Półfinały         | Półfinały | Półfinały        |   |   | Finał | Finał             | Finał | Finał |
|  | Półfinały | Półfinały         | Półfinały | Półfinały        |   |   | Finał | Finał             | Finał | Finał |
|  |           |                   |           |                  |   |   |       |                   |       |       |
|  |           |                   |           |                  |   |   |       |                   |       |       |
|  | 1         | City of Edinburgh | 2         | 3                |   |   |       |                   |       |       |
|  | 1         | City of Edinburgh | 2         | 3                |   |   |       |                   |       |       |
|  | 4         | Bon Accord        | 3         | 0                |   |   |       |                   |       |       |
|  | 4         | Bon Accord        | 3         | 0                |   |   | 1     | City of Edinburgh | 1     | 2     |
|  |           |                   |           |                  |   |   | 1     | City of Edinburgh | 1     | 2     |
|  |           |                   | 2         | Kilmarnock Blaze | 3 | 3 |       |                   |       |       |
|  | 2         | Kilmarnock Blaze  | 2         | Kilmarnock Blaze | 3 | 3 | 3     | 3                 |       |       |
|  | 2         | Kilmarnock Blaze  |           |                  |   |   |       |                   |       |       |
|  | 3         | Glasgow Mets      | 2         | 1                |   |   |       |                   |       |       |
|  | 3         | Glasgow Mets      | 2         | 1                |   |   |       |                   |       |       |
|  |           |                   |           |                  |   |   |       |                   |       |       |

### Półfinały
| Data       | Drużyna 1         |     | Drużyna 2    | Sety                               |
| ---------- | ----------------- | --- | ------------ | ---------------------------------- |
| 14.04.2012 | City of Edinburgh | 2:3 | Bon Accord   | (25:17, 19:25, 24:26, 25:21, 9:15) |
| 15.04.2012 | City of Edinburgh | 3:0 | Bon Accord   | (25:22, 25:19, 25:14)              |
| 14.04.2012 | Kilmarnock Blaze  | 3:2 | Glasgow Mets | (22:25, 25:20, 25:18, 17:25, 15:9) |
| 15.04.2012 | Kilmarnock Blaze  | 3:1 | Glasgow Mets | (22:25, 25:23, 27:25, 25:13)       |

### Finał
| Data       | Drużyna 1         |     | Drużyna 2        | Sety                               |
| ---------- | ----------------- | --- | ---------------- | ---------------------------------- |
| 21.04.2012 | City of Edinburgh | 1:3 | Kilmarnock Blaze | (24:26, 25:17, 25:20, 32:30)       |
| 22.04.2012 | City of Edinburgh | 2:3 | Kilmarnock Blaze | (23:25, 25:21, 16:25, 25:23, 9:15) |

## Klasyfikacja końcowa
| Lp. | Drużyna                 |
| --- | ----------------------- |
| 1   | Kilmarnock Blaze        |
| 2   | City of Edinburgh       |
| 3   | Glasgow Mets            |
| 4   | Bon Accord              |
| 5   | Edinburgh Jets          |
| 6   | City of Glasgow Ragazzi |
| 7   | Troon Prestwick & Ayr   |
| 8   | South Ayrshire          |

| Mistrzostwo            |
| ---------------------- |
| Kilmarnock Blaze       |
| Puchar                 |
| City of Edinburgh      |
| Spdaek do Division Two |
| South Ayrshire         |
| Awans z Division Two   |
| Dundee                 |

## Baraże
| Data       | Drużyna 1             |     | Drużyna 2            | Sety                              |
| ---------- | --------------------- | --- | -------------------- | --------------------------------- |
| 14.04.2012 | Troon Prestwick & Ayr | 2:3 | City of Edinburgh II | (25:21, 25:7, 14:25, 17:25, 4:15) |
| 21.04.2012 | Troon Prestwick & Ayr | 3:1 | City of Edinburgh II | (25:13, 25:18, 19:25, 25:23)      |